# کاراپت باغیشه‌تسی
کاراپت باغیشه‌تسی (ارمنی: Կարապետ արքեպիսկոպոս Բաղիշեցի؛ انگلیسی: Karapet Bałišetsi زادهٔ ح. ۱۴۷۵ - درگذشته ح. ۱۵۲۰)، کشیش  اواخر سده ۱۵ و اوایل سده ۱۶ اهل ارمنستان بود.

## زندگی‌نامه
وی در حدود ۱۴۷۵ میلادی در باغیش به دنیا آمد . وی در حدود ۱۵۲۰ میلادی در سن ۴۵ سالگی درگذشت.